# Volžské soumostí
Volžské soumostí (rusky Волжские мосты, hovorově taky Borský most, rusky Бо́рский мост) je komplex tří mostů přes Volhu v Nižním Novgorodě. Jsou těsně vedle sebe a spojují severní část Nižněnovgorodské oblasti (tzv. Zavolží) s oblastním městem a jižní částí oblasti. Po mostech vede jedna z tras Transsibiřské magistrály.
Soumostí je složeno z následujících mostů (po proudu):
1. Jednokolejný železniční most, postavený roku 1935, dlouhý 1608 m (včetně estakády přes záplavovou dolinu na levém břehu).
2. Kombinovaný dvoupatrový most, postavený roku 1965, dlouhý 1608 m. Dolním patrem je provedena druhá kolej železnice, v horním patře se nachází vozovka silnice o dvou pruzích.
3. Silniční most, postavený roku 2017, dlouhý 1451 m. Vozovka má dva pruhy.

Výška nad průměrnou hladinou vody všech tří mostů je 26,5 m. Druhý a třetí mosty mají technické chodníky, nepřístupné pro veřejnost.

## Historie
Stavba 374 km dlouhé železniční tratě, spojující Nižnij Novgorod s Kotělničem (bodem na trati vedoucí z Jaroslavle na Severní Ural), byla poprvé zahájena v roce 1913. Původně se spočítalo s tím, že Volha bude překročena tunelem vzhledem k vysokému riziku poškození mostu za jarního pohybu ledů.
Kvůli 1. světové válce, revoluci a občanské válce se stavba však brzy zastavila. K obnovení stavby došlo už v roce 1920. Roku 1927 byl zahájen provoz od Kotělniče až do stanice Tolokoncevo a dál větví do přístavu Mochovyje Gory ve vesnici Borovskaja Sloboda na levém břehu Volhy naproti Nižnímu Novgorodu. K překročení řeky zatím sloužil železniční přívoz; v zimě se kladla na led dočasná trať.
Roku 1932 byla začata stavba, a roku 1935 byl zahájen provoz na jednokolejném železničním mostu, jimž se stanice Tolokoncevo byla spojena s Gorkovským nádražím.
V roce 1934 v Borovské Slobodě byla zprovozněna velká sklárna, rozvíjelo se loďařství, železářství, zpracování dřeva a rašeliny. Obec prudce rostla, a roku 1938 byla povýšena na město a dostala nový název Bor.
Tak postupně stoupal tok nákladů a cestujících mezi Gorkým (název Nižního Novgorodu od r. 1932) a novým satelitním městem, a zároveň i celým severem oblasti. Jednokolejný most brzy už nestačil pro rostoucí provoz, chybělo i spolehlivé silniční spojeni. Proto byl v roce 1965 postaven v 30 metrech od prvního nový dvoupatrový most. Jeho dolním patrem byla provedena druhá kolej železnice, zatímco v horním patře byla umístěna vozovka silnice o dvou pruzích, spojující silniční systémy severní a jižní částí oblasti. Bor a mnohé další obce dostaly přímé autobusové spojení s oblastním městem.

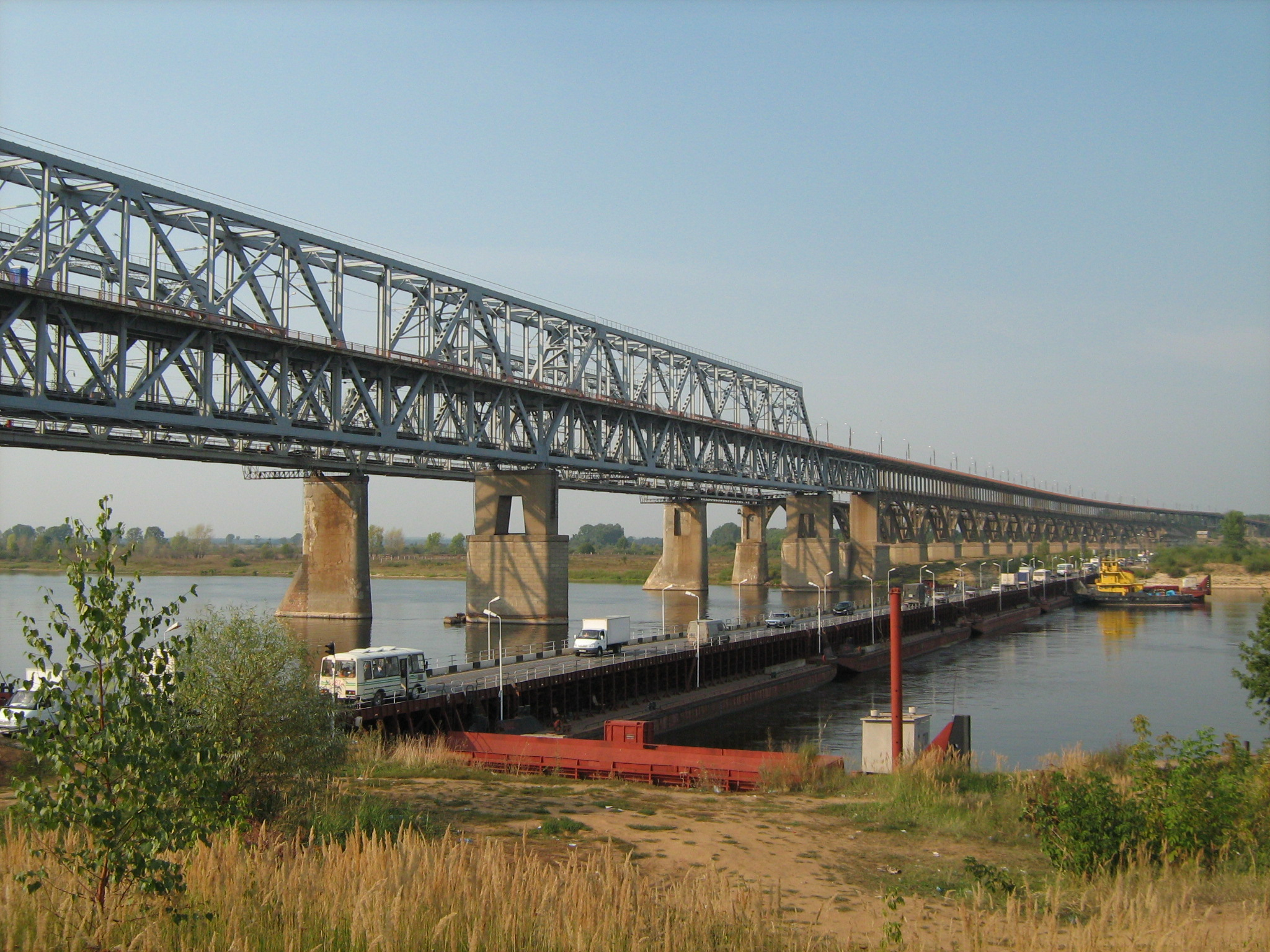
Provizorní pontonový most

 V prvním desetiletí 21. století kvůli prudkému rozvoji osobní automobilizace propustnost silničního mostu přestala stačit, na obou březích se tvořily kolony, obzvlášť v chalupářské sezoně. V případech nehod na mostu docházelo k úplné blokaci provozu v přilehlých městských sídlištích. Situaci komplikovalo i to, že kvůli špatnému technickému stavu mostu rychlost vozidel na mostu byla omezena na 20 km/h.
Pro usnadnění provozu byl zaveden provizorní pontonový most, který se používal v letní době v ranních a večerních špičkových hodinách. Dvoupruhový pontonový most se používal na dopravu ve směru Zavolží, a stálým mostem se jezdilo ve směru města. Na konci léta a začátku podzimu roku 2007 stálý most procházel rozsáhlou rekonstrukcí, v jejíž průběhu se používal pouze jeden pruh. Za těchto okolností pontonový most fungoval celý den, takže Volha bývala průplavní pouze v noci.
Ukončení řády dopravních projektů v Nižním Novgorodu v roce 2012 dovolilo, aby oblast konečně věnovala pozornost tomuto problémovému bodu. V listopadu 2012 byl schválen projekt třetího mostu, a v září následujícího roku byla zahájena jeho stavba. Původně se plánovalo, že práce budou ukončeny ke konci roku 2016. V listopadu 2016 byl otevřen provoz stavební techniky, příjezdy však ještě nebyly hotové. Konečně 21. července 2017 došlo k otevření třetího mostu pro obecný provoz. Novým mostem se pravidelně jezdí do Zavolží, zatímco starý most slouží pro dopravu směrem do města.